# Пийс Ривър (Флорида)
Пийс Ривър (на английски: Peace River) е река в югозападната част на Флорида в САЩ.
Тя се образува от сливането на Сейдъл Крийк и Пийс Крийк североизточно от Бартоу в окръг Полк, и тече на юг през окръг Харди, през Аркадия в окръг Десото, и след това на югозапад до Шарлът Харбър близо до град Порт Шарлът в окръг Шарлът. Тя е дълга 106 km и има водосборен басейн от 1367 km2. Магистрала 17 минава в непосредствена близост, понякога и успоредно на реката през по-голямата част от нейното течение. Реката е кръстена Рио де ла Пас (река на мира) през 16 век от испанците. Тя се появява под имената Пийс Крийк или Пийси Крийк в по-късни карти. Криките (и по-късно семинолите) я наричат Talakchopcohatchee – реката на големия мир. По-важни градове по Пийс Ривър са Форт Мийд, Уочула и Еолфо Спрингс.
Прясната вода от Пийс Ривър е от жизненоважно значение за поддържане на по-слаба соленост на Шарлът Харбър в който живеят няколко застрашени видове и е важен за търговския добив на скариди, раци и риба. Реката винаги е била жизненоважен ресурс за хората живеещи в нейния басейн. Исторически, изобилието от риба и дивата природа на Шарлът Харбър са поддържали голяма популация от хора на Културата Калусахачи (в ранните исторически времена, калуса). Днес Пийс Ривър доставя повече от шест милиона литра на ден питейна вода за жителите на региона. Реката също е популярна за каране на кану-каяк.
Много вкаменелости от Плейстоцена и Миоцена са намерени по цялата Пийс Ривър, което в крайна сметка води до откриването на фосфатните находища. По-голямата част от северния водосбор на Пийс Ривър включва район, известен като Долината на костите.
Пийс Ривър е популярна дестинация за изследователите на фосили, които копаят и отсяват речния чакъл за вкаменелости на зъби на акула и кости на праисторически бозайници. Няколко къмпинга и кану-каяк под наем се грижат за ловците на изкопаеми в Уачула, Еолфо Спрингс и Аркадия, които се ползват като основна входна точка към Долината на костите.